# Xã Erving, Quận Jewell, Kansas
Xã Erving (tiếng Anh: Erving Township) là một xã thuộc quận Jewell, tiểu bang Kansas, Hoa Kỳ. Năm 2010, dân số của xã này là 38 người.